# Řeka (typografie)

Příklad řeky a jejího vyznačení pomocí korekturního znaménka

V typografii se jako řeka označuje pás volného místa, který vizuálně v textu vznikne, když se na několika následujících řádcích dostanou k sobě mezislovní mezery (případně jiná nepotištěná místa). Řeky jsou považovány za nežádoucí, takže se při sazbě pokud možno odstraňují. Nejčastěji řeky vznikají při sazbě do bloku, kdy se mezislovní mezery roztahují, případně při sazbě neproporcionálním písmem, kde jsou mezery poměrně široké.
Řeka nalezená při korektuře se vyznačuje načrtnutím jejích „břehů“ a značkou přeškrtnutých rovnoběžných čar na okraji stránky. K odstranění řeky je potřeba přesadit několik sousedních řádků, případně provést drobné redakční úpravy (přesun, vypuštění, vložení či změna slova).